# Mesochaete
Mesochaete là một chi rêu trong họ Rhizogoniaceae.